# Les bidasses s'en vont en guerre
Série
Les Bidasses en folie
(1971) Le Retour des bidasses en folie
(1983)
Pour plus de détails, voir Fiche technique et Distribution.
Les bidasses s'en vont en guerre est une comédie française de Claude Zidi, sortie en 1974. C'est la suite du tout premier film du réalisateur, Les Bidasses en folie.

## Synopsis
Gérard, Jean, Phil et Jean-Guy sont à l'armée, mais le sergent Bellec qui s'occupe d'eux ne les lâche pas d'une semelle. Les quatre compères préférant passer leur temps à jouer aux cartes en prison, ils restent à faire des bêtises et à se faire taper sur les doigts, comme quand ils sont chargés un jour de réchauffer la piscine du colonel. 
Par erreur, ils envoient du mazout dans la piscine, inondent la cave du colonel de mazout et se retrouvent coincés avec le sergent et le colonel. Un jour, ils parviennent à s'évader et se réfugient dans une ferme que l'armée veut réquisitionner parce qu'elle se situe sur un de ses terrains. 
Ils aideront les occupants avant d'aller dire « oui » (ou plutôt « non ») devant Monsieur le maire.

## Fiche technique
- Titre original : Les bidasses s'en vont en guerre
- Réalisation : Claude Zidi
- Scénario : Claude Zidi, Jean Bouchaud et Jean-Paul Farré
- Décors : William Olivier et Jacques Bufnoir
- Directeur de la photographie : Paul Bonis
- Son : Alain Lachassagne
- Montage : Robert Isnardon et Monique Isnardon; assistés de : Yvette Bastide, Ines Colignon et Colette Lambert
- Musique : Les Charlots (direction musicale : Paul Piot)
- Cascades : Yvan Chiffre
- Production : Christian Fechner; Bernard Artigues (producteur délégué)
- Sociétés de production : Films 7, Les Films Christian Fechner et Renn Productions
- Studios : Paris-Studios-Cinéma (Studios de Billancourt)
- Pays : France
- Durée : 1 h 30 (90 minutes)
- Genre : comédie
- Dates de tournage : 25 aout 1974 (Dijon) durant 8 semaines
- Date de sortie : 11 décembre 1974 (France)
- Classification : tous publics
- DVD : 7 octobre 2002

## Distribution
- Les Charlots :
  - Gérard Rinaldi : Gérard
  - Gérard Filipelli : Phil
  - Jean Sarrus : Jean
  - Jean-Guy Fechner : Jean-Guy
- Jacques Seiler : le sergent Bellec
- Marisa Merlini (Doublée par Paule Emanuele) : Paulette Brugnon, la fermière
- Heidy Bohlen (en) (Doublée par Martine Sarcey) : le lieutenant psychologue
- Paolo Stoppa : le colonel Hubert de Bouise de Castelnault de la Rochepont

- Myriam Boyer : Philippine Brugnon, fille de Paulette
- Brigitte Stein : fille de Paulette
- Pierre Gualdi : le maire
- Alain Peysson : le fiancé
- André Tomasi : le paysan dépanneur
- Michel Fremont : le paysan dépanneur
- Marc Malory
- Jacky LeBrec
- Jacques Robiolles : le lieutenant
- Serge Wagner
- Georges Douking : le papé
- Jacky Venon
- Jean-Paul Farré : le camelot vendeur de cravates
- Michel Delassalle
- Alain Flick : un soldat
- Edith Marson
- Annick Rannou : la jeune infirmière
- Roger Faivret
- Emanuella Barattolo
- Alain Loison
- Adriana Falco
- Jean-Charles Maratier
- Monica Fleischer : fille de Paulette
- Gu
- Dorian Sarrus (fils de Jean Sarrus) : le petit garçon qui veut son ballon gonflable à la fête foraine

Non crédités
- André Badin : le général (n'apparaît ni au générique ni à l'écran)
- Philippe Castelli : l'huissier (n'apparaît ni au générique ni à l'écran)

## Autour du film
- Ce film est la suite directe des Bidasses en folie. Luis Rego, qui avait quitté le groupe peu après la sortie du premier film en 1971, ne réapparait pas dans ce second volet. De son côté Jean-Guy Fechner, qui avait rasé sa barbe dans les autres films des Charlots sortis entre-temps, se l'est laissée repousser pour la première scène afin d'assurer la continuité de l'histoire. Quant à Jean Sarrus, il apparaît pour la première fois avec sa moustache. Par ailleurs, ce dernier s'est cassé la jambe dans un accident de moto peu avant le début du film, en conséquence toutes les scènes où il se déplace sont effectuées par une doublure.
- Paolo Stoppa, Marisa Merlini et Heidy Bohlen sont les trois seuls acteurs non francophones de la distribution du film. Ils ont dû être doublés en français par d'autres comédiens.
- Point commun entre les deux films : Le colonel dirigeant la caserne est sur le point de partir en retraite.
- Une partie du film a été tournée en Côte-d'Or, on remarque d'ailleurs le canal de Bourgogne (environs de Chateauneuf-en-Auxois et sur la commune de Vandenesse pour les bords du canal) et des panneaux indiquant des localités situées autour de Dijon, Val Suzon D7, Étaules et Darois D204 panneaux vus dans le film.
- Les scènes à la caserne ont été tournées dans le groupe scolaire Saint Joseph La Salle situé au 39 de la rue du Transvaal à Dijon, celles à la ferme non loin de Châteauneuf (Côte d'Or).
- La télévision annonce la diffusion du film Les Innocents aux mains sales de Claude Chabrol.
- Gérard, Jean et Phil font référence au film les Valseuses, sorti 9 mois auparavant, lorsqu'ils jettent Jean-Guy dans le canal de Bourgogne reproduisant exactement la scène dans laquelle Miou-Miou est jetée à l'eau par Gérard Depardieu et Patrick Dewaere.
- Durant l'assaut de la ferme, on remarque une erreur sur l'uniforme du sergent Bellec (Jacques Seiler) car il porte le grade de lieutenant au lieu de celui de sergent.
- Tandis que les Charlots servent de cobayes sur le stand de secourisme, on peut entendre les musiques de Merci patron et de Paulette, la reine des paupiettes. On note au passage que la fermière se prénomme elle-même Paulette. De même, après leur évasion, on entend la version instrumentale de la chanson chantée dans Le Grand Bazar, lors de la rénovation de l'épicerie d'Émile.
- La scène du mazout dans la piscine a été tournée dans une villa à Talant
- Le mazout censé se déverser dans la cave était en fait pour des raisons de sécurité de l’eau teintée avec du café soluble et de l’huile de ricin.
- Au petit matin à la ferme, Gérard est réveillé par une chèvre qui le chatouille en lui léchant les pieds. Rinaldi avait déjà vécu un gag similaire dans Les Charlots font l'Espagne, lorsqu'un chien lui léchait les pieds alors qu'il était assis sur la plage en train de lire un livre de mathématiques.
- Dans le film, les prénoms des Charlots et de leurs fiancées (les filles de la fermière) sont assortis : Phil / Philippine ; Jean / Jeannette ; Gérard / Géraldine. Celui de la quatrième (fiancée avec Jean-Guy) est le seul à ne pas être mentionné.
- Pierre Gualdi est le seul autre acteur, à part Jacques Seiler, à être également apparu dans Les Bidasses en folie. Si Seiler tient un même rôle dans les deux films, Gualdi en revanche en tient deux différents (un aubergiste dans le premier film puis un maire dans cette suite).
- A noter une petite apparition du scénariste du film Jean-Paul Farré dans le rôle d'un vendeur de cravates.

## Box-office
- Union soviétique : 50 100 000 entrées[1].
- France : 4 154 509 entrées[1],[2],[3].
- Monde (incomplet) : 54 254 509 entrées.